# Werner Braune
Karl Rudolf Werner Braune (Schlotheim, 11 aprile 1909 – Landsberg am Lech, 7 giugno 1951) è stato un militare e agente segreto tedesco funzionario delle SS. Durante l'invasione tedesca dell'Unione Sovietica del 1941 Braune fu comandante dell'Einsatzkommando 11b, parte dell'Einsatzgruppe D. Organizzò e condusse gli omicidi di massa degli ebrei nelle retrovie dell'esercito, e precisamente nel Reichskommissariat Ucraina. Per il suo ruolo in questi crimini, Braune fu processato davanti al Tribunale militare di Norimberga nel 1948 nel Processo agli Einsatzgruppen. Fu condannato a morte e giustiziato nel 1951.

## Biografia

### Primi anni
Braune frequentò un tipo di scuola tedesca nota come Gymnasium e si diplomò nel 1929 con un diploma noto come abitur. Successivamente continuò gli studi in giurisprudenza presso le università di Jena, Bonn e Monaco di Baviera, laureandosi nel 1933 in diritto civile presso l'Università di Jena. Il 1º luglio 1931, all'età di 22 anni, mentre era ancora studente, Braune si unì al partito nazista, numero 581277.

### Carriera
Nel novembre 1931, Braune divenne un membro dell'organizzazione paramilitare nazista nota come Sturmabteilung (SA). Nel novembre 1934 si unì alle SS, numero 107364. Allo stesso tempo, nel 1934 Braune iniziò a lavorare per il servizio di sicurezza nazista noto come Sicherheitsdienst (SD). Nel 1936 lavorò anche per la Gestapo. Nel 1938 divenne capo ad interim della Gestapo a Münster. Nel 1940 divenne capo della Gestapo, prima a Coblenza, poi nell'ufficio della Polizia di Stato a Wesermünde e poi, nel maggio 1941, ad Halle.

### Comandante dell'Einsatzgruppe
Dall'ottobre 1941 all'inizio di settembre 1942, Braune fu comandante del distaccamento speciale 11b, parte dell'Einsatzgruppen D, che era sotto il comando di Otto Ohlendorf, che in seguito sarebbe stato giustiziato come criminale di guerra. Il fratello minore di Werner Braune, Fritz Braune (18 luglio 1910 - dopo il 1973) era il comandante del distaccamento speciale 4b. Sotto il comando di Werner Braune, il distaccamento speciale 11b fu autore del massacro di Sinferopoli, in Crimea, dove nel corso di tre giorni dall'11 al 13 dicembre 1941 uccisero 14300 ebrei. Nel settembre 1942 Braune tornò a Halle. Nel 1943 fu promosso al grado di SS-Obersturmbannführer. Dal 1943 al 1944 fu a capo dell'Accademia tedesca del servizio estero, fino a quando, nel 1945, fu inviato in Norvegia come comandante della polizia di sicurezza e della SD.

## Processo e condanna
Dopo la fine della guerra, Braune fu incriminato come criminale di guerra nel processo Einsatzgruppen che si tenne davanti al Tribunale militare di Norimberga. L'unica difesa di Braune fu di aver agito sotto degli ordini superiori, tesi a volte indicata come la "difesa di Norimberga". Questa tesi fu respinta dal tribunale:
Il 10 aprile 1948 Braune fu condannato a morte e poco dopo la mezzanotte del 7 giugno 1951 fu giustiziato tramite impiccagione nella prigione per criminali di guerra di Landsberg. Il 7 giugno 1951 nella prigione di Landsberg furono impiccati anche altri sei criminali di guerra nazisti tra cui Otto Ohlendorf, Erich Naumann, Paul Blobel e Oswald Pohl.